# Franc Bren
Franc Bren, pater Hugo, slovenski frančiškanski redovnik, zgodovinar in nabožni pisatelj, * 5. december 1881, Sveta gora nad Litijo, † 8. december 1953, Rim. 

## Življenje in delo
Franc Bren je postal 1900 frančiškan in v redu nadaljeval gimnazijo, končal študij bogoslovja, bil 1907 posvečen v duhovnika ter napravil v Freiburgu doktorat iz teologije (1915), odšel v Združene države Amerike, kjer je postal komisar slovenske frančiškanske province. V Ameriki je v Oakdellu ustanovil slovenski frančiškanski kolegij, organiziral slovenske katoličane, urejal mesečnik Ave Maria in pisal članke v razne liste. Med drugim je objavil: Janzenizem na Dolenjskem (1917), K zgodovini ljubljanskega semenišča (1917), Valentin Vodnik kot frančiškan (1917), Abbé Martin Kuralt v letih 1815–1823 (1918), Za zgodovino akademije ljubljanskih operozov (1919).